# 杨肇基 (明朝)
楊肇基（？—1630年），沂州卫（今山东临沂）人。明朝末期军事将领。
其世家从兵，后累任大同總兵。天启二年，率众镇压徐鴻儒等白莲教起义，后升任都督僉事進右都督、左都督，锦衣卫千户、加封太子太保。崇祯元年，镇守薊鎮。次年，收复清军攻占的三屯，加官锦衣卫千户，授五花封诰，封太子太師，改蔭錦衣僉事。次年死于任上。有子楊御蕃。